# 阿爾巴尼亞國家奧林匹克委員會
阿爾巴尼亞國家奧林匹克委員會是阿爾巴尼亞的國家奧林匹克委員會。該組織成立於1958年，是國際奧林匹克委員會和歐洲奧林匹克委員會的成員國。1972年，首次派員參加在西德慕尼黑舉辦的夏季奧運會。
現時，阿爾巴尼亞國家奧林匹克委員會的總部設在首都地拉那，主席是Mr Viron Bezhani。 

## 資料來源
1. ↑  .   [2014-05-14]. （原始内容存档于2009-02-20）.